# Rumex lanceolatus
Rumex lanceolatus är en slideväxtart som beskrevs av Carl Peter Thunberg. Rumex lanceolatus ingår i släktet skräppor, och familjen slideväxter. Inga underarter finns listade i Catalogue of Life.